# بونير

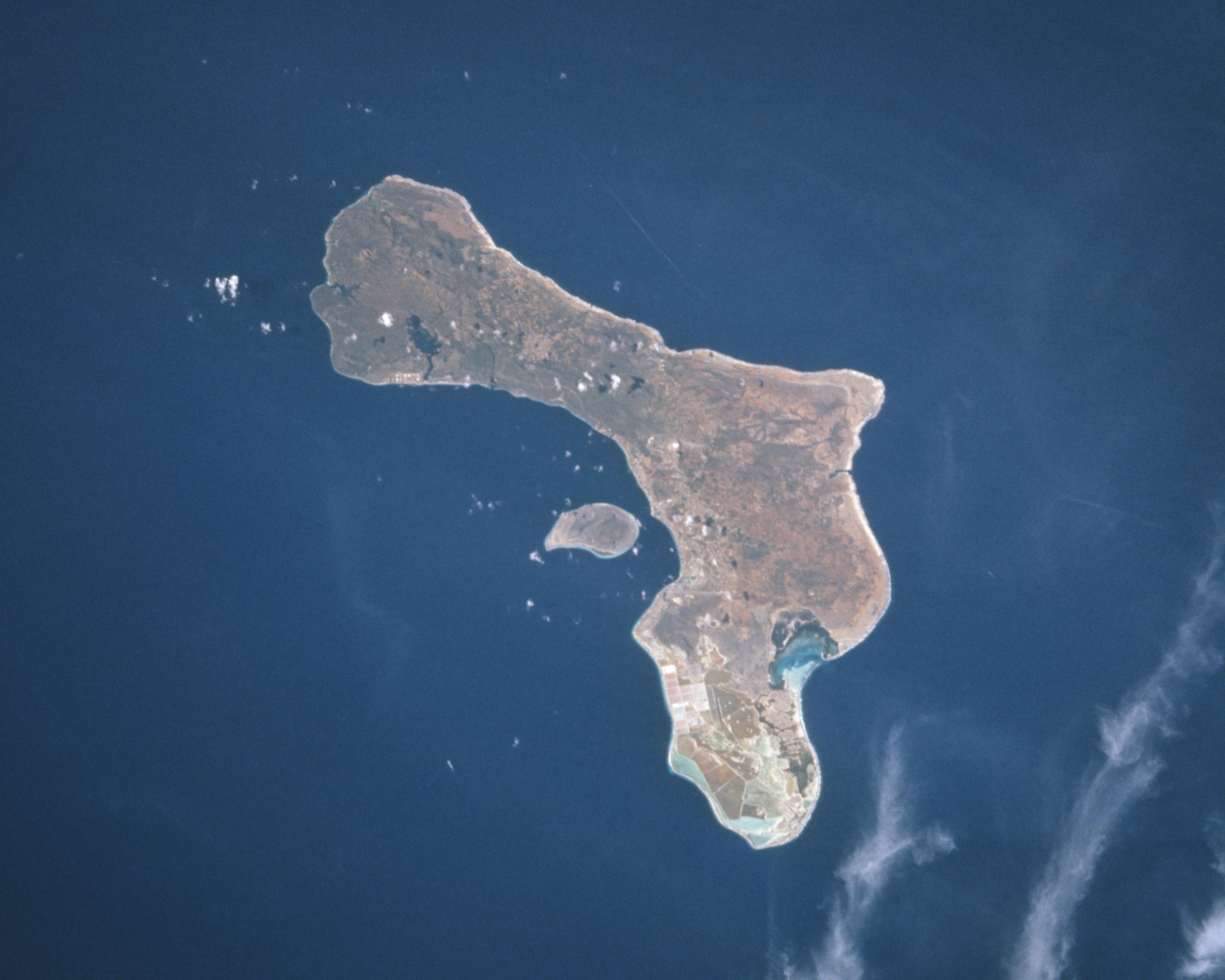
جزيرتي بونير وكلاين بونير من الفضاء

بونير (بالهولندية: Bonaire) هي إحدى جزر مجموعة الجزر الكاريبية الهولندية التي هي أصلاً جزر من جزر الأنتيل الهولندية، توجد جنوب بحر الكاريبي بالقرب من فنزويلا وهي تابعة لمملكة هولندا. تبلغ مساحتها 294 كم وعدد سكانها 15,666 نسمة.

## أعلام
- ماوريسيو غارسيا أراوغو
- جايمي صالح

## وصلات خارجية
- Bonairegov.nl – الموقع الرسمي لحكومة بونير
- TourismBonaire.com – الموقع الرسمي للسياحة في بونير